# Шестнадцатое
Шестнадцатое — озеро на юго-западе полуострова Камчатка. Расположено на территории Усть-Большерецкого района Камчатского края России. Площадь зеркала 2,87 км². Код объекта — 19080000211120000001899.
Находится на сильно заболоченной равнине в междуречье Опалы и Голыгина.
С запада и юга к озеру прилегает лесистая возвышенность (46,9 м) — урочище Шестнадцатый Увал. На западе вытекает протока, впадающая в реку Опала с левого берега.